# Chirurgie (Mathematik)
Chirurgie ist eine Methode in der Topologie von Mannigfaltigkeiten. Sie wurde von Milnor und Kervaire zur Klassifikation exotischer Sphären entwickelt und dann in Arbeiten von Browder, Nowikow, Sullivan und Wall zur Klassifikation höher-dimensionaler Mannigfaltigkeiten ausgebaut.
Die Grundidee der Chirurgie an einer differenzierbaren Mannigfaltigkeit ist, aus einer {\displaystyle n}-dimensionalen Mannigfaltigkeit {\displaystyle M^{n}} mit Einbettung
{\displaystyle S^{k}\times D^{n-k}\subset M^{n}}
die Untermenge {\displaystyle S^{k}\times D^{n-k}} zu entfernen und an der Stelle mit {\displaystyle D^{k+1}\times S^{n-k-1}} zu ersetzen.
Dadurch entsteht eine neue {\displaystyle n}-dimensionale Mannigfaltigkeit
{\displaystyle (M^{n})'={\overline {\left(M^{n}\setminus S^{k}\times D^{n-k}\right)}}\cup D^{k+1}\times S^{n-k-1},}
wobei {\displaystyle S^{k}} die {\displaystyle k-}Sphäre und {\displaystyle D^{n-k}} die {\displaystyle (n-k)-}Kugel bezeichnet.

## Chirurgie an eingebetteten Sphären in Mannigfaltigkeiten
Notation
- {\displaystyle \partial S=} der Rand von {\displaystyle S}.
- {\displaystyle \operatorname {Int} S=} das Innere von {\displaystyle S}.
- {\displaystyle \operatorname {Bild} f=} das Bild {\displaystyle f(A)} bei {\displaystyle f:A\to B}.

### Hintergrund
Wenn {\displaystyle X,Y} Mannigfaltigkeiten mit Rand sind, dann gilt für den Rand der Produkt-Mannigfaltigkeit
{\displaystyle \partial (X\times Y)=(\partial X\times Y)\cup (X\times \partial Y).}
Diese Beziehung ist der Ausgangspunkt hinter der Chirurgie, denn {\displaystyle S^{p}\times S^{q-1}} kann einerseits als der Rand von {\displaystyle D^{p+1}\times S^{q-1}} und andererseits als der Rand von {\displaystyle S^{p}\times D^{q}} aufgefasst werden:
{\displaystyle \partial \left(S^{p}\times D^{q}\right)=S^{p}\times S^{q-1}=\partial \left(D^{p+1}\times S^{q-1}\right)}
wobei {\displaystyle D^{q}} die {\displaystyle q}-dimensionale Vollkugel ist und {\displaystyle S^{p}} die {\displaystyle p}-dimensionale Sphäre. Zum Beispiel ist {\displaystyle D^{1}} homöomorph zum Einheitsintervall und {\displaystyle S^{0}} besteht aus zwei Punkten.

### Chirurgie
Sei {\displaystyle M} eine Mannigfaltigkeit der Dimension {\displaystyle n=p+q} und {\displaystyle \varphi \colon S^{p}\times D^{q}\hookrightarrow M} eine Einbettung. Man definiert nun eine andere {\displaystyle n}-dimensionale Mannigfaltigkeit {\displaystyle M^{\prime }} durch
{\displaystyle M':=\left(M\setminus \operatorname {Int} \left(\varphi (S^{p}\times D^{q})\right)\right)\;\cup _{\varphi |_{S^{p}\times S^{q-1}}}\left(D^{p+1}\times S^{q-1}\right),}
wobei wir an der Stelle 
{\displaystyle \varphi (S^{p}\times S^{q-1})=\varphi (\partial \left(S^{p}\times D^{q}\right))}
kleben. Diese Operation nennt man {\displaystyle p}-Chirurgie.
Man sagt, dass die Mannigfaltigkeit {\displaystyle M^{\prime }} durch eine {\displaystyle S^{p}\times D^{q}} ausschneidende und {\displaystyle D^{p+1}\times S^{q-1}} anklebende Chirurgie entsteht, kurz durch eine {\displaystyle p}-Chirurgie. {\displaystyle M^{\prime }} ist eigentlich eine Mannigfaltigkeit mit Ecken, die Ecken können jedoch auf kanonische Weise geglättet werden.

### Effekt

#### Ankleben von Henkeln
Wenn {\displaystyle M} der Rand einer Mannigfaltigkeit {\displaystyle N} ist, dann führt das Ankleben von Henkeln an {\displaystyle N} zu einer Chirurgie am Rand {\displaystyle M}. Das Ankleben von Henkeln ist wie folgt definiert: Für eine {\displaystyle (n+1)}-Mannigfaltigkeit {\displaystyle L} mit Rand {\displaystyle \partial L} und eine Einbettung {\displaystyle \varphi }: {\displaystyle S^{p}\times D^{q}\to \partial L} mit {\displaystyle p+q=n} definiert man {\displaystyle L^{\prime }:=L\;\cup _{\varphi }\left(D^{p+1}\times D^{q}\right).} Für diese durch Ankleben eines {\displaystyle (p+1)}-Henkels entstandene Mannigfaltigkeit {\displaystyle L^{\prime }} ist {\displaystyle \partial L^{\prime }} durch eine {\displaystyle p}-Chirurgie aus {\displaystyle \partial L} hervorgegangen: 
{\displaystyle \partial L'=(\partial L-\operatorname {Int} (\operatorname {Bild} (\varphi ))\;\cup _{\varphi |_{S^{p}\times S^{q-1}}}\left(D^{p+1}\times S^{q-1}\right).}

#### Chirurgie und Kobordismen
Eine Chirurgie an {\displaystyle M} gibt nicht nur eine neue Mannigfaltigkeit {\displaystyle M^{\prime }}, sondern auch einen Kobordismus {\displaystyle W:=(W;M,M')} zwischen {\displaystyle M} und {\displaystyle M^{\prime }}. Dieser Kobordismus
{\displaystyle W:=(M\times I)\;\cup _{\varphi \times \{1\}}\left(D^{p+1}\times D^{q}\right)}
wird als Spur der Chirurgie bezeichnet.

#### Duale Chirurgie
Man erhält {\displaystyle M} aus {\displaystyle M^{\prime }} zurück durch eine duale {\displaystyle (q-1)}-Chirurgie, deren Spur dieselbe Mannigfaltigkeit {\displaystyle W} mit entgegengesetzter Orientierung ist.

### Beispiele

#### Chirurgien am Kreis

Fig. 1

Eine Chirurgie am Kreis erfolgt durch Herausschneiden einer Kopie von {\displaystyle S^{0}\times D^{1}} und Ankleben von {\displaystyle D^{1}\times S^{0}}. Die Bilder (Fig. 1) zeigen, dass das Resultat entweder wieder {\displaystyle S^{1}} oder zwei Kopien von {\displaystyle S^{1}} sind.

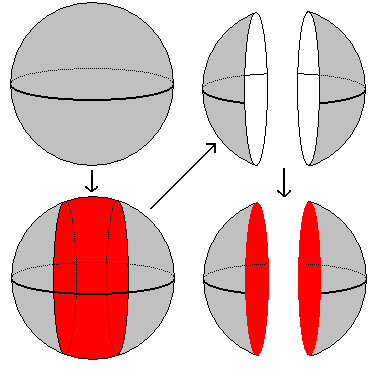
Fig. 2a

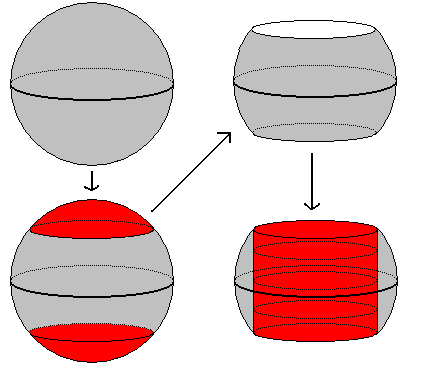
Fig. 2b

#### Chirurgie an der 2-Sphäre
Hier gibt es mehr Möglichkeiten, weil man entweder eine Kopie von {\displaystyle S^{1}\times D^{1}} oder eine Kopie von {\displaystyle S^{0}\times D^{2}} ausschneiden kann.
- {\displaystyle S^{1}\times D^{1}}: Nach Entfernen eines Kreiszylinders aus der {\displaystyle 2}-Sphäre verbleiben zwei Kreisscheiben. Man muss {\displaystyle S^{0}\times D^{2}} ankleben, also zwei Kreisscheiben. Als Ergebnis erhält man zwei disjunkte Sphären.  (Fig. 2a)

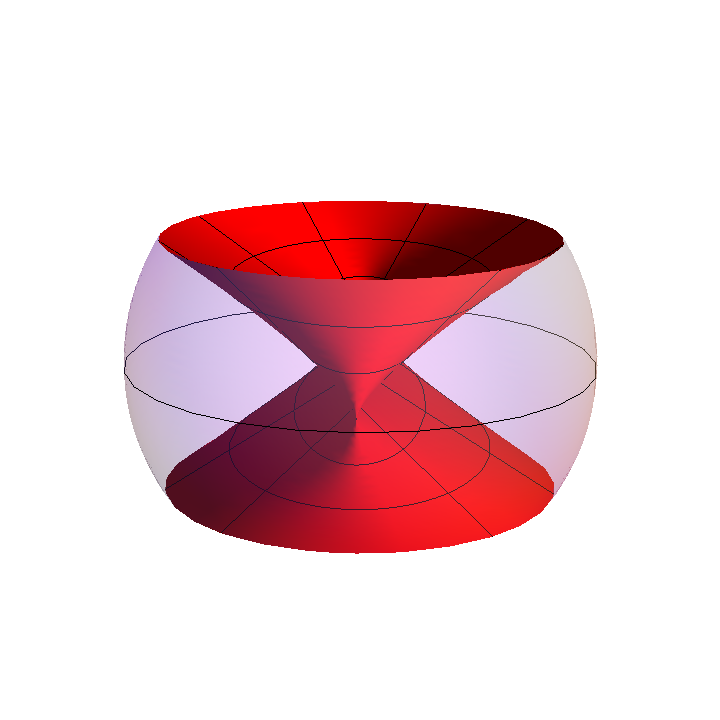
Fig. 2c.

- {\displaystyle S^{0}\times D^{2}}: Nach dem Ausschneiden zweier Kreisscheiben klebt man einen Kreiszylinder {\displaystyle S^{1}\times D^{1}} ein. Das Ergebnis hängt davon ab, ob die Verklebeabbildungen auf beiden Randkreisen dieselbe Orientierung haben. Wenn die Orientierungen dieselben sind (Fig. 2b) erhält man einen Torus {\displaystyle S^{1}\times S^{1}}, wenn sie unterschiedlich sind erhält man eine Kleinsche Flasche (Fig. 2c).

#### Chirurgie an der n-Sphäre
Mit {\displaystyle n=p+q} ist 
{\displaystyle S^{n}=\partial D^{n+1}\approx \partial (D^{p+1}\times D^{q})=S^{p}\times D^{q}\;\cup \;D^{p+1}\times S^{q-1}.}
Eine {\displaystyle p}-Chirurgie an {\displaystyle S^{n}} ergibt also die Produkt-Sphäre
{\displaystyle D^{p+1}\times S^{q-1}\;\cup \;D^{p+1}\times S^{q-1}=S^{p+1}\times S^{q-1}.}

## Chirurgie-Programm

### Struktur-Menge
Sei {\displaystyle X} eine geschlossene, glatte Mannigfaltigkeit (oder allgemeiner ein geometrischer Poincaré-Komplex) der Dimension {\displaystyle m} und {\displaystyle M} eine {\displaystyle m}-dimensionale Mannigfaltigkeit mit Homotopieäquivalenz {\displaystyle f:M\to X}, dann nennt man {\displaystyle (M,f)} eine Mannigfaltigkeit-Struktur auf {\displaystyle X}.

#### Bordismus
Ein Bordismus von Funktionen {\displaystyle f:M\to X}, {\displaystyle g:M'\to X} von {\displaystyle m}-dimensionalen Mannigfaltigkeiten in den Raum {\displaystyle X}  ist ein Kobordismus {\displaystyle (W;M,M')} zusammen mit einer Abbildung
{\displaystyle (F,f,g):(W;M,M')\to X\times (I;\{0\},\{1\}).}

#### Mannigfaltigkeit-Struktur-Menge
Die Mannigfaltigkeit-Struktur-Menge {\displaystyle {\mathcal {S}}(X)} von {\displaystyle X} ist die Menge der Äquivalenzklassen der Mannigfaltigkeit-Strukturen {\displaystyle (M,f)}, das heißt
{\displaystyle (M,f)\sim (M',g)}
sind in der gleichen Äquivalenzklasse falls ein Bordismus existiert
{\displaystyle (F,f,g):(W;M,M')\to X\times (I;\{0\},\{1\})}
mit Homotopieäquivalenz {\displaystyle F}, so dass {\displaystyle (W;M,M')} ein h-Kobordismus ist.

### Chirurgie-Programm
Das Chirurgie-Programm zur Klassifikation von Mannigfaltigkeiten soll entscheiden, wann zwei differenzierbare Mannigfaltigkeiten {\displaystyle M} und {\displaystyle N} diffeomorph sind. Man beginnt mit einer Homotopieäquivalenz {\displaystyle M\simeq N}, konstruiert einen Bordismus {\displaystyle W} zwischen {\displaystyle M} und {\displaystyle N} und eine mit den Bordismen verträgliche Abbildung {\displaystyle W\to N\times \left[0,1\right]} und will dann mittels Chirurgien den Bordismus zu einem h-Kobordismus machen. Nach dem h-Kobordismus-Satz folgt aus der Existenz eines h-Kobordismus die Diffeomorphie von {\displaystyle M} und {\displaystyle N}. Die (manchmal berechenbaren) Obstruktionen zur Durchführung dieser Schritte sollen die Klassifikation von Mannigfaltigkeiten ermöglichen.